# Илькинеево
Илькине́ево (баш. Илкәнәй) — деревня в Куюргазинском районе Республики Башкортостан Российской Федерации. Административный центр Илькинеевского сельсовета.

## География

### Географическое положение
Расстояние до:
- районного центра (Ермолаево): 22 км,
- ближайшей ж/д станции (Карагайка): 3 км.

## История
Деревня возникла на месте одноимённого хутора, известного с 70-х годов XVIII века. Жители переселились в эти места по указу Оренбургской казенной палаты в 1837 году из села Юмагузина. Первопоселенцами были сыновья Илькенея Тляумбетова (1743—1829): Кутлугильды с четырьмя сыновьями, Мавлюкай с тремя сыновьями, Салим с двумя детьми, Салават с одним сыном, Салих с двумя детьми и т.д. Переселились в деревню Илькенеево Янчурины Губайдулла и Рахматулла. В момент образования деревня состояла из 25 дворов с 215 жителями. По десятой ревизии 252 человека жили в 36 дворах. В 1920 году выявлено 75 дворов и 370 жителей. Деревня находилась на правом берегу речки Мелеуз.
Местные жители занимались в основном скотоводством. В 1842 году на каждого из 186 человек было засеяно озимого хлеба по одному пуду, ярового — по 3,7 пуда. В 1920 году при деревне на речке Мелеуз имелись три мельницы, принадлежащие Кутузову, Степанову и Спиридонову, находящиеся от волостного центра села Мелеуз в 13—15 верстах. Жители занимались и извозничеством. В зимнее время возили руду на медеплавильные заводы, получая за перевоз пуда руды до Воскресенского завода (120 верст) 13 копеек, до Верхоторского (135 верст) — 14 копеек, до Богоявленского (250 верст) — 18 копеек. Часть илькенеевцев выделилась и образовала деревню Малоилькенеево или, по-другому, Маломусино.

## Население
| 2002 | 2009 | 2010 |
| ---- | ---- | ---- |
| 290  | ↗345 | ↘327 |

Национальный состав
Согласно переписи 2002 года, преобладающая национальность — башкиры (96 %).